# 23165 Kakinchan
23165 Kakinchan là một tiểu hành tinh vành đai chính với chu kỳ quỹ đạo là 1577.0415690 ngày (4.32 năm).
Nó được phát hiện ngày 6 tháng 4 năm 2000.